# Callyspongia velum
Callyspongia velum är en svampdjursart som först beskrevs av Lendenfeld 1888.  Callyspongia velum ingår i släktet Callyspongia och familjen Callyspongiidae. Inga underarter finns listade i Catalogue of Life.